# An Ik-soo
An Ik-soo (en coreano: 안익수; nacido el 6 de mayo de 1965 en Ansan, Gyeonggi) es un exfutbolista y actual entrenador surcoreano. Jugaba de defensa y su último club fue el Pohang Steelers de Corea del Sur. Actualmente dirige a la Universidad Sun Moon.
An desarrolló su carrera en varios clubes, entre los que se encuentran Ilhwa Chunma y Pohang Steelers. Además, fue internacional absoluto por la Selección de fútbol de Corea del Sur y disputó la Copa Mundial de la FIFA 1994.

## Trayectoria

### Clubes como futbolista
| Club                           | País          | Año         |
| ------------------------------ | ------------- | ----------- |
| Ilhwa Chunma                   | Corea del Sur | 1989 - 1995 |
| Pohang Atoms / Pohang Steelers | Corea del Sur | 1996 - 1998 |

### Selección nacional como futbolista
| Selección | País          | Año  |
| --------- | ------------- | ---- |
| Absoluta  | Corea del Sur | 1994 |

### Clubes como entrenador
| Club                                       | País          | Año             |
| ------------------------------------------ | ------------- | --------------- |
| Cheonan Ilhwa / Seongnam Ilhwa (asistente) | Corea del Sur | 1999 - 2005     |
| Goyang Daekyo Kangaroos (asistente)        | Corea del Sur | 2006            |
| Goyang Daekyo Kangaroos                    | Corea del Sur | 2007            |
| F.C. Seoul (asistente)                     | Corea del Sur | 2010            |
| Busan I'Park                               | Corea del Sur | 2011 - 2012     |
| Seongnam Ilhwa Chunma                      | Corea del Sur | 2013            |
| Universidad Sun Moon                       | Corea del Sur | 2018 - Presente |

### Selección nacional como entrenador
| Selección         | País          | Año         |
| ----------------- | ------------- | ----------- |
| Absoluta femenina | Corea del Sur | 2007 - 2009 |
| Sub-20            | Corea del Sur | 2014 - 2016 |

## Estadísticas

### Como futbolista

#### Clubes
| Rendimiento de club | Rendimiento de club | Rendimiento de club | Liga  | Liga  | Copa    | Copa    | Copa de la Liga | Copa de la Liga | Continental | Continental | Total | Total |
| Año                 | Club                | Liga                | Part. | Goles | Part.   | Goles   | Part.           | Goles           | Part.       | Goles       | Part. | Goles |
| Corea del Sur       | Corea del Sur       | Corea del Sur       | Liga  | Liga  | KFA Cup | KFA Cup | Copa de la Liga | Copa de la Liga | Asia        | Asia        | Total | Total |
| ------------------- | ------------------- | ------------------- | ----- | ----- | ------- | ------- | --------------- | --------------- | ----------- | ----------- | ----- | ----- |
| 1989                | Ilhwa Chunma        | K-League            | 22    | 0     | -       | -       | -               | -               | -           | -           | 22    | 0     |
| 1990                | Ilhwa Chunma        | K-League            | 29    | 0     | -       | -       | -               | -               | -           | -           | 29    | 0     |
| 1991                | Ilhwa Chunma        | K-League            | 12    | 0     | -       | -       | -               | -               | -           | -           | 12    | 0     |
| 1992                | Ilhwa Chunma        | K-League            | 19    | 0     | -       | -       | 8               | 0               | -           | -           | 27    | 0     |
| 1993                | Ilhwa Chunma        | K-League            | 23    | 0     | -       | -       | 3               | 0               | -           | -           | 26    | 0     |
| 1994                | Ilhwa Chunma        | K-League            | 20    | 1     | -       | -       | 0               | 0               | ?           | ?           |       |       |
| 1995                | Ilhwa Chunma        | K-League            | 17    | 0     | -       | -       | 0               | 0               | ?           | ?           |       |       |
| 1996                | Pohang Steelers     | K-League            | 23    | 0     | -       | -       | 7               | 0               | ?           | ?           |       |       |
| 1997                | Pohang Steelers     | K-League            | 15    | 0     | ?       | ?       | 19              | 1               | ?           | ?           |       |       |
| 1998                | Pohang Steelers     | K-League            | 20    | 0     | ?       | ?       | 16              | 0               | ?           | ?           |       |       |
| Total               | Corea del Sur       | Corea del Sur       | 200   | 1     |         |         | 53              | 1               |             |             |       |       |
| Total carrera       | Total carrera       | Total carrera       | 200   | 1     |         |         | 53              | 1               |             |             |       |       |

#### Selección nacional
Fuente:
| Selección de Corea del Sur | Selección de Corea del Sur | Selección de Corea del Sur |
| Año                        | Part.                      | Goles                      |
| -------------------------- | -------------------------- | -------------------------- |
| 1994                       | 5                          | 0                          |
| Total                      | 5                          | 0                          |

##### Participaciones en fases finales
| Torneo                         | Sede           | Resultado    | Partidos | Goles |
| ------------------------------ | -------------- | ------------ | -------- | ----- |
| Copa Mundial de Fútbol de 1994 | Estados Unidos | Primera fase | 0        | 0     |

## Palmarés

### Como futbolista

#### Títulos nacionales
| Título                   | Club         | País          | Año  |
| ------------------------ | ------------ | ------------- | ---- |
| Copa de la Liga de Corea | Ilhwa Chunma | Corea del Sur | 1992 |
| K League 1               | Ilhwa Chunma | Corea del Sur | 1993 |
| K League 1               | Ilhwa Chunma | Corea del Sur | 1994 |
| K League 1               | Ilhwa Chunma | Corea del Sur | 1995 |
| Korean FA Cup            | Pohang Atoms | Corea del Sur | 1996 |

#### Títulos internacionales
| Título                       | Club            | Sede      | Año  |
| ---------------------------- | --------------- | --------- | ---- |
| Campeonato de Clubes de Asia | Ilhwa Chunma    | Riad      | 1995 |
| Campeonato de Clubes de Asia | Pohang Steelers | Shah Alam | 1997 |
| Campeonato de Clubes de Asia | Pohang Steelers | Hong Kong | 1998 |

#### Distinciones individuales
| Distinción                                     | Año  |
| ---------------------------------------------- | ---- |
| K League Best XI                               | 1994 |
| Mejor jugador del Campeonato de Clubes de Asia | 1997 |
| K League Best XI                               | 1997 |
| K League Best XI                               | 1998 |